# マルコ・リッチョーニ
マルコ・リッチョーニ（Marco Riccioni、1997年10月19日 - ）は、プレミアシップサラセンズに所属するラグビーユニオン選手。

## プロフィール
- イタリア・テーラモ出身。
- ポジションはプロップ(PR)。
- 身長 186cm、体重 127kg
- U20イタリア代表に選ばれたことがある[1]。
- イタリア代表キャップは10（2021年1月現在）でラグビーワールドカップ2019のイタリア代表に選ばれた[2]。

## 略歴
カルヴィザーノを経て、2017年、ベネットンに加入。 
2021年、サラセンズに加入。